# Per-Ola Lindberg
Per-Ola Lindberg (Kalmar, 24 marzo 1940 – Palm Springs, 19 dicembre 2022) è stato un nuotatore svedese.

## Carriera
Stileliberista, dotato di una struttura fisica esile (52 kg per 175 cm), debuttò ventenne alle Olimpiadi di Roma: nella gara individuale dei 100 m stile libero fece registrare il record nazionale in semifinale e riuscì a conquistare la finale, che lo vide piazzarsi all'ottavo e ultimo posto; giunse in finale anche con la staffetta 4x200 m stile libero, ottenendo il sesto piazzamento.
Due anni più tardi, ai campionati europei di nuoto 1962, prese parte a tre gare andando a medaglia in tutte e tre le circostanze: conquistò un oro nella staffetta 4x200 m stile libero, un argento nei 100 m stile libero individuali e un bronzo nella staffetta 4x100 m stile libero.
Per non abbandonare il nuoto a seguito delle Olimpiadi di Roma, Lindberg si trasferì oltreoceano e divenne uno studente-atleta presso la University of Southern California, disputando varie gare nella NCAA; fu il primo atleta svedese a studiare in un college statunitense e in carriera stabilì 32 record nazionali.
Nel 1964 partecipò alle Olimpiadi di Tokyo, ma si fermò in semifinale nella gara dei 100 m stile libero; in staffetta 4x100 m stile conquistò invece la finale, piazzandosi alla fine al quinto posto.
Dopo il ritiro dal nuoto, continuò a vivere dividendosi tra la nativa Svezia e gli Stati Uniti d'America, dove morì nel dicembre del 2022 all'età di ottantadue anni.

## Palmarès
| Giochi olimpici          | 100 m st. libero | 4 × 100 m st. libero      | 4 × 200 m st. libero |
| 1960 Roma Italia         | 8º 57"1          | ---                       | 6º 8'31"0            |
| 1964 Tokyo Giappone      | 10º in SF 55"1   | 5º - 3'40"7 frazione 54"6 | ---                  |
| Campionati europei       | 100 m st. libero | 4 × 100 m st. libero      | 4 × 200 m st. libero |
| 1962 Lipsia Germania Est | Argento: 55"5    | Bronzo: 3'45"0            | Oro: 8'18"4          |